# Calcio ai Giochi della XXXII Olimpiade
Il torneo di calcio della XXXII Olimpiade è stato il ventisettesimo torneo olimpico, nel calcio maschile, ed il settimo nel calcio femminile. Si è svolto dal 21 luglio al 7 agosto 2021 in sette diversi stadi di sei città.
Oltre alla sede principale delle olimpiadi, Tokyo, gli incontri si sono disputati a Kashima, Saitama, Sapporo, Sendai e Yokohama.

## Qualificazioni
Il comitato organizzatore per le competizioni FIFA (Organising Committee for FIFA Competitions) ha ratificato la distribuzione dei punti durante la riunione il 14 settembre 2017.

### Maschili
| Torneo di qualificazione                   | Date                          | Luogo             | Posti | Qualificate    |
| ------------------------------------------ | ----------------------------- | ----------------- | ----- | -------------- |
| Paese ospitante                            | 7 settembre 2013              | Argentina         | 1     | Giappone       |
| Torneo preolimpico CONMEBOL 2020           | 18 gennaio - 9 febbraio 2020  | Colombia          | 2     | Argentina      |
| Torneo preolimpico CONMEBOL 2020           | 18 gennaio - 9 febbraio 2020  | Colombia          | 2     | Brasile        |
| Campionato europeo di calcio Under-21 2019 | 16-30 giugno 2019             | Italia San Marino | 4     | Francia        |
| Campionato europeo di calcio Under-21 2019 | 16-30 giugno 2019             | Italia San Marino | 4     | Germania       |
| Campionato europeo di calcio Under-21 2019 | 16-30 giugno 2019             | Italia San Marino | 4     | Romania        |
| Campionato europeo di calcio Under-21 2019 | 16-30 giugno 2019             | Italia San Marino | 4     | Spagna         |
| Torneo preolimpico OFC 2019                | 21 settembre – 5 ottobre 2019 | Figi              | 1     | Nuova Zelanda  |
| Coppa delle Nazioni Africane Under-23 2019 | 8-22 novembre 2019            | Egitto            | 3     | Costa d'Avorio |
| Coppa delle Nazioni Africane Under-23 2019 | 8-22 novembre 2019            | Egitto            | 3     | Egitto         |
| Coppa delle Nazioni Africane Under-23 2019 | 8-22 novembre 2019            | Egitto            | 3     | Sudafrica      |
| Coppa d'Asia AFC Under-23 2020             | 8-26 gennaio 2020             | Thailandia        | 3     | Corea del Sud  |
| Coppa d'Asia AFC Under-23 2020             | 8-26 gennaio 2020             | Thailandia        | 3     | Arabia Saudita |
| Coppa d'Asia AFC Under-23 2020             | 8-26 gennaio 2020             | Thailandia        | 3     | Australia      |
| Torneo preolimpico CONCACAF 2020           | 18-30 marzo 2021              | Messico           | 2     | Honduras       |
| Torneo preolimpico CONCACAF 2020           | 18-30 marzo 2021              | Messico           | 2     | Messico        |
| Totale                                     |                               |                   | 16    |                |

### Femminili
| Torneo di qualificazione                | Date                           | Luogo           | Posti | Qualificate   |
| --------------------------------------- | ------------------------------ | --------------- | ----- | ------------- |
| Paese ospitante                         | 7 settembre 2013               | Argentina       | 1     | Giappone      |
| Campionato sudamericano 2018            | 4-22 aprile 2018               | Cile            | 1     | Brasile       |
| Coppa delle nazioni oceaniane 2018      | 18 novembre - 1º dicembre 2018 | Nuova Caledonia | 1     | Nuova Zelanda |
| Campionato mondiale 2019 (squadre UEFA) | 7 giugno - 7 luglio 2019       | Francia         | 3     | Gran Bretagna |
| Campionato mondiale 2019 (squadre UEFA) | 7 giugno - 7 luglio 2019       | Francia         | 3     | Paesi Bassi   |
| Campionato mondiale 2019 (squadre UEFA) | 7 giugno - 7 luglio 2019       | Francia         | 3     | Svezia        |
| Torneo preolimpico CONCACAF 2020        | 28 gennaio - 9 febbraio 2020   | Stati Uniti     | 2     | Canada        |
| Torneo preolimpico CONCACAF 2020        | 28 gennaio - 9 febbraio 2020   | Stati Uniti     | 2     | Stati Uniti   |
| Torneo preolimpico CAF 2020             | 5-10 marzo 2020                | Varie           | 1     | Zambia        |
| Torneo preolimpico AFC 2020             | 6-11 marzo, 8-13 aprile 2021   | Varie           | 2     | Australia     |
| Torneo preolimpico AFC 2020             | 6-11 marzo, 8-13 aprile 2021   | Varie           | 2     | Cina          |
| Play-off CAF-CONMEBOL                   | 10-13 aprile 2021              | Turchia         | 1     | Cile          |
| Totale                                  |                                |                 | 12    |               |

## Stadi
| Shinjuku, Tokyo                             | Chōfu, Tokyo                                  | Saitama, Saitama                              | Yokohama, Kanagawa                            |
| ------------------------------------------- | --------------------------------------------- | --------------------------------------------- | --------------------------------------------- |
| Stadio nazionale del Giappone               | Tokyo Stadium                                 | Saitama Stadium                               | Stadio internazionale Yokohama                |
| Capacità: 60 102                            | Capacità: 48 000                              | Capacità: 62 000                              | Capacità: 70 000                              |
|                                             |                                               |                                               |                                               |
| Kashima, Ibaraki                            | Yokohama Saitama Sendai Tokyo Kashima Sapporo | Yokohama Saitama Sendai Tokyo Kashima Sapporo | Yokohama Saitama Sendai Tokyo Kashima Sapporo |
| Ibaraki Kashima Stadium                     | Yokohama Saitama Sendai Tokyo Kashima Sapporo | Yokohama Saitama Sendai Tokyo Kashima Sapporo | Yokohama Saitama Sendai Tokyo Kashima Sapporo |
| Capacità: 42 000                            | Yokohama Saitama Sendai Tokyo Kashima Sapporo | Yokohama Saitama Sendai Tokyo Kashima Sapporo | Yokohama Saitama Sendai Tokyo Kashima Sapporo |
|                                             | Yokohama Saitama Sendai Tokyo Kashima Sapporo | Yokohama Saitama Sendai Tokyo Kashima Sapporo | Yokohama Saitama Sendai Tokyo Kashima Sapporo |
| Rifu, Miyagi (Area metropolitana di Sendai) | Yokohama Saitama Sendai Tokyo Kashima Sapporo | Yokohama Saitama Sendai Tokyo Kashima Sapporo | Yokohama Saitama Sendai Tokyo Kashima Sapporo |
| Miyagi Stadium                              | Yokohama Saitama Sendai Tokyo Kashima Sapporo | Yokohama Saitama Sendai Tokyo Kashima Sapporo | Yokohama Saitama Sendai Tokyo Kashima Sapporo |
| Capacità: 48 000                            | Yokohama Saitama Sendai Tokyo Kashima Sapporo | Yokohama Saitama Sendai Tokyo Kashima Sapporo | Yokohama Saitama Sendai Tokyo Kashima Sapporo |
|                                             | Yokohama Saitama Sendai Tokyo Kashima Sapporo | Yokohama Saitama Sendai Tokyo Kashima Sapporo | Yokohama Saitama Sendai Tokyo Kashima Sapporo |
| Sapporo, Hokkaidō                           | Yokohama Saitama Sendai Tokyo Kashima Sapporo | Yokohama Saitama Sendai Tokyo Kashima Sapporo | Yokohama Saitama Sendai Tokyo Kashima Sapporo |
| Sapporo Dome                                | Yokohama Saitama Sendai Tokyo Kashima Sapporo | Yokohama Saitama Sendai Tokyo Kashima Sapporo | Yokohama Saitama Sendai Tokyo Kashima Sapporo |
| Capacità: 42 000                            | Yokohama Saitama Sendai Tokyo Kashima Sapporo | Yokohama Saitama Sendai Tokyo Kashima Sapporo | Yokohama Saitama Sendai Tokyo Kashima Sapporo |
|                                             | Yokohama Saitama Sendai Tokyo Kashima Sapporo | Yokohama Saitama Sendai Tokyo Kashima Sapporo | Yokohama Saitama Sendai Tokyo Kashima Sapporo |

## Podi
| Evento                      | Oro     | Argento | Bronzo      |
| Calcio maschile (dettagli)  | Brasile | Spagna  | Messico     |
| Calcio femminile (dettagli) | Canada  | Svezia  | Stati Uniti |

## Medagliere
| Pos.   | Paese       | Oro | Argento | Bronzo | Totale |
| ------ | ----------- | --- | ------- | ------ | ------ |
| 1      | Brasile     | 1   | 0       | 0      | 1      |
| 1      | Canada      | 1   | 0       | 0      | 1      |
| 3      | Spagna      | 0   | 1       | 0      | 1      |
| 3      | Svezia      | 0   | 1       | 0      | 1      |
| 5      | Messico     | 0   | 0       | 1      | 1      |
| 5      | Stati Uniti | 0   | 0       | 1      | 1      |
| Totale | Totale      | 2   | 2       | 2      | 6      |